# Увольнение на берег (Звёздный путь: Оригинальный сериал)
«Увольнение на берег» (англ. Shore Leave) — пятнадцатый эпизод первого сезона американского научно-фантастического сериала «Звёздный путь». Впервые был показан на телеканале NBC 29 декабря 1966 года.
Изначально этот эпизод был единственным, в котором «Энтерпрайз» вращался вокруг планеты по часовой стрелке. Ремастеринг 2006 года исправил это. Хотя в эпизоде «Зеркало, зеркало» вращение по часовой стрелке обусловлено существованием зеркальной вселенной.

## Сюжет
В звёздную дату 3025.3 звездолёт Федерации «Энтерпрайз» под командованием капитана Джеймса Кирка прибывает на одну из планет системы Омикрон Дельта. Сканирование планеты показывает, что она пригодна для жизни и на ней нет опасных хищников. Капитан объявляет уставшему экипажу «увольнение на берег».
Вскоре после телепортации на поверхность планеты члены экипажа замечают странности. Упомянув про «Алису в Стране чудес», доктор МакКой встречает спешащего Белого кролика, а затем и саму Алису. Лейтенант Сулу находит револьвер, а затем на него нападает самурай. На старшину Тоню Барроуз нападает Дон Жуан.
МакКой по коммуникатору рассказывает Кирку о персонажах из сказки Льюиса Кэрролла и капитан решает спуститься на планету. Он изначально не верил в отчёт МакКоя, но увидев большие следы от кроличьих лап поменял мнение. Вскоре Кирк встречает хулигана Финнегана из Академии, а потом и свою бывшую возлюбленную Рут, которую не видел много лет. Кирк командует временно прекратить телепортацию экипажа до выяснения природы странных событий. Спок сообщает капитану, что у планеты имеется необычное силовое поле, и что под поверхностью, возможно, существует какая-то производственная деятельность.
Барроуз представляет, что она принцесса и откуда-то появляется роскошное платье, которое она примеряет. Она также упоминает рыцаря и вскоре раздаётся стук копыт. Доктор МакКой говорит, что всё это — иллюзия и становится на пути мчащегося всадника в доспехах. Рыцарь копьём пронзает доктора и тот падает замертво. Кирк стреляет в рыцаря из револьвера, найденного Сулу, и тот падает с лошади. Капитан открывает забрало шлема и обнаруживает, что внутри доспехов манекен. Внезапно в небе появляется японский истребитель времён Второй мировой войны и в бреющем полёте обстреливает членов экипажа. После нескольких заходов он улетает, тело доктора и манекен бесследно пропали.
Спок догадывается о связи происходящего с мыслями людей. Он спрашивает Кирка, о чём тот думал перед появлением Финнегана, капитан отвечает, что вспомнил годы учёбы в Академии, в этот момент опять появляется Финнеган. Между ним и Кирком завязывается драка. После изнурительного поединка Спок и Кирк понимают, что их мысли могут быть очень опасными и привести к смерти, как в случае с доктором. Кирк зовёт всех людей и просит ни о чём не думать. В этот момент появляется человек, назвавшийся Смотрителем. Вместе с ним приходит невредимый МакКой с двумя девушками под ручку. Смотритель рассказывает, что планета — это огромный луна-парк, в котором сложные машины под поверхностью материализуют мысли находящихся на планете. Он говорит, что посетители должны с должной осторожностью относиться к своим мыслям. В этот момент опять появляется Рут и Кирк разрешает дальнейшую телепортацию экипажа на планету. Спок же вдоволь насытился увольнением и возвращается на корабль.

## Ремастеринг
В 2006 году к сорокалетию сериала все эпизоды подверглись ремастерингу. Были улучшены звук и видео, а «Энтерпрайз» стал полностью нарисованным на компьютере. Обновлённая версия этого эпизода вышла на экраны 26 мая 2007 года. Конкретно в этом эпизоде были также сделаны следующие изменения:
- Вид планеты из космоса был изменён в угоду реалистичности. Внешне планета стала похожей на Землю.
- «Энтерпрайз» стал двигаться по орбите против часовой стрелки, как и во всех других эпизодах сериала.

## Оценка
Зак Хэндлен из The A.V. Club дал эпизоду оценку «A-», отметив, что эпизод получился достаточно весёлым и с долей самопародии.
В 2016 году The Hollywood Reporter поставил эпизод на 82-е место среди лучших телевизионных эпизодов всех телевизионных франшиз «Звёздный путь», включая живые выступления и мультсериалы, но не считая фильмы.